# سمك جربيدن
سمك الجربيدن (الاسم العلمي: Pagellus erythrinus ، الاسم بالانجليزي: Common Pandora) أسماء أخرى متداولة له الجربيدي، البريكة، الجربيدة. هو نوع من السمك وينتمي لعائلة اسبورية. هذا النوع من السمك هو سمك طعام شهير في بلدان البحر الأبيض المتوسط، ولحمه ابيض وناعم.
جسم هذه الاسماك مغزلي الشكل، بيضاوي، ونحيل، فمها صغير نوعا ما وتغطي الحراشف وجهه. العيون أصغر حجما من عيون النوعين Pagellus bogaraveo و Pagellus acarne . لون هذا النوع من السمك هو فضي مع تواجد لون وردي خفيف وباهت، خاصة على ظهره. الطول النموذجي له هو عادة حوالي 10-30 سم، ولكن يمكن أن يصل إلى طول يبلغ حوالي 50 سم.
سمك الجربيدن هو سمك خنثوي، يقضي العامين الأولين من حياته كأنثى، وعند حلول العام الثالث يبدا المعيشة كذكر. هذا السمك هو حيوان قارت، ولكنه يتغذى بشكل أساسي على الأسماك الصغيرة وعلى اللافقاريات التي تتواجد في النطاق القاعي.
مثل معظم الأسماك؛ تؤوي اسماك الجربيدن مجموعة متنوعة من الطفيليات. Philometra filiformis هو طفيلي من نوع الديدان الاسطوانية الذي يستهدف المبيض عند هذا النوع من الأسماك.

## التوزيع
تتواجد هذه الأسماك على طول الشواطئ الشرقية للمحيط الأطلسي، من عند الدول الاسكندنافية إلى الرأس الأخضر، وكذلك تتواجد في البحر الأبيض المتوسط وبحر الشمال. فيما يتعلق بالتنوع الوراثي؛ يبدو أن هناك درجة عالية من الترابط بين الانواع من المحيط الأطلسي إلى عبر البحر المتوسط.

## روابط خارجية
- Photos of